# Филоктет под Троей
«Филоктет под Троей» или «Филоктет в Трое» — трагедия древнегреческого драматурга Софокла (V век до н. э.) на тему мифов о Троянской войне. Её текст почти полностью утрачен.
Действие пьесы происходит на заключительном этапе Троянской войны. Её главный герой — Филоктет, один из вождей ахейцев, брошенный ими в пути к Трое на одном из островов из-за зловонной раны. Спустя много лет ахейцы поняли, что без Филоктета им не одержать победу, и вернулись за ним (это описывается Софоклом в трагедии «Филоктет»). В пьесе «Филоктет под Троей» говорится об исцелении героя. С точки зрения последовательности событий она является продолжением «Филоктета», но при этом была написана раньше.